# HLA-B50
HLA-B50 هو نمط مصلي من مستضد الكريات البيضاء البشرية-ب.